# Estirando el chicle
Estirando el chicle és un podcast espanyol d'humor, que s'emet setmanalment els divendres per Podium Podcast, i posteriorment a Spotify, Apple Podcast i Ivoox. També està disponible en vídeo els diumenges a través del canal del programa a YouTube. Està conduït per les humoristes Carolina Iglesias i Victoria Martín.

## Història
Estirando el chicle va començar al maig de 2020 de la mà de Carolina Iglesias i Victoria Martín arran de la seva col·laboració en la web sèrie Válidas. El podcast va començar a través de Zoom i publicat en el canal de Youtube de Carolina Iglesias. Posteriorment van continuar i van acabar la primera temporada amb el podcast de manera casolana. Durant la primera temporada, el podcast es recolzava íntegrament en Iglesias i Martín, i va comptar amb només amb una convidada i un programa especial amb la intervenció de Nacho Pérez-Pardo i Susana Novo.
Podium Podcast va fitxar el podcast i va començar a emetre la segona temporada a l'octubre de 2020. En aquesta segona temporada, van tenir diverses convidades, amb la particularitat que a cada convidada li demanaven que deixés unes calces en el programa. En estrenar la tercera temporada, van estrenar també Estirando el chicle Live, un espectacle en directe que van realitzar per diferents ciutats espanyoles. En aquesta temporada, dues anteriorment convidades, Lalachus i Henar Álvarez, es van convertir en col·laboradores fixes, tenint una d'elles una secció en alguns programes.
Al febrer de 2021, estrenen la tercera temporada i el programa es va convertir en el podcast més escoltat en Spotify, mantenint-se líder diverses setmanes. En acabar la tercera temporada van anunciar un especial d'estiu, que va constar de 5 programes emesos cada 2 setmanes.
Al setembre de 2021 van estrenar la quarta temporada i van reprendre els espectacles en directe. En la quarta temporada, es va unir a l'equip com a col·laboradora Patricia Espejo.

## Equip del programa
- Carolina Iglesias: directora i presentadora. (T1 - present)
- Victoria Martín: directora i presentadora. (T1 - present)
- Henar Álvarez: col·laboradora. (T3 - present)
- Lala Chus: col·laboradora. (T3 - present)
- Patricia Espejo: col·laboradora. (T4 - present)
- Raquel Hervás: col·laboradora (T5 - present)
- Nacho Pérez-Pardo: productor. (T1 - present)
- Susana Novo: comunicació i xarxes socials. (T1 - present)

## Episodis
| Temporada | Temporada          | Episodis       | Episodis       | Dates d’emissió        | Dates d’emissió      |
| Temporada | Temporada          | Episodis       | Episodis       | Primera emissió        | Última emissió       |
| --------- | ------------------ | -------------- | -------------- | ---------------------- | -------------------- |
|           | Primera Temporada  | 15             | 15             | 6 de maig de 2020      | 9 d'agost de 2020    |
|           | Segona Temporada   | 12             | 12             | 18 d'octubre de 2020   | 3 de gener de 2021   |
|           | Tercera Temporada  | 18             | 18             | 18 de juny de 2021     | 12 de febrer de 2021 |
|           | Quarta Temporada   | 37             | 37             | 19 de setembre de 2021 | 3 de juliol de 2021  |
|           | Cinquena temporada | 8 (en emissió) | 8 (en emissió) | 12 de març de 2023     | TBA                  |

### Primera temporada
| Núm | Títol                                          | Convidada    | Data d'emissió (YouTube) |
| --- | ---------------------------------------------- | ------------ | ------------------------ |
| 1   | El alcohol                                     | -            | 3 de maig de 2020        |
| 2   | El amor                                        | -            | 10 de maig de 2020       |
| 3   | Somos feas                                     | -            | 17 de maig de 2020       |
| 4   | Nadie espera nada de ti                        | -            | 24 de maig de 2020       |
| 5   | Cuando viajas se caga mal                      | -            | 31 de maig de 2020       |
| 6   | Abuelos que pintan vayainas                    | -            | 7 de juny de 2020        |
| 7   | Famosos que decepcionan y poluciones nocturnas | -            | 14 de juny de 2020       |
| 8   | Id al psicólogo, chiquis                       | -            | 21 de juny de 2020       |
| 9   | Verano, depilación y J. K. Rowling             | -            | 28 de juny de 2020       |
| 10  | Banderita un mes y pa casa                     | -            | 5 de juliol de 2020      |
| 11  | Con la licra te suda el papo                   | -            | 12 de juliol de 2020     |
| 12  | Smoothies de chirri y hamburguesas de un euro  | -            | 19 de juliol de 2020     |
| 13  | Adolescencia                                   | Lala Chus    | 26 de juliol de 2020     |
| 14  | Sueña en pequeñito                             | -            | 2 d'agost de 2020        |
| 15  | Fin de temporada                               | Nacho i Susi | 9 d'agost de 2020        |

### Segona temporada
| Núm | Títol                     | Convidada                    | Data d'emissió (YouTube) |
| --- | ------------------------- | ---------------------------- | ------------------------ |
| 1   | El socarrat del porno     | -                            | 18 d'octubre de 2020     |
| 2   | Ser madre                 | Henar Álvarez                | 25 d'octubre de 2020     |
| 3   | Creadoras                 | Andrea Compton               | 1 de novembre de 2020    |
| 4   | Estar mal no es ser débil | -                            | 8 de novembre de 2020    |
| 5   | La amistad                | Iggy Rubín                   | 15 de novembre de 2020   |
| 6   | Mentira y traición        | -                            | 22 de novembre de 2020   |
| 7   | La familia                | Lala Chus                    | 29 de novembre de 2020   |
| 8   | Haber nacido rico         | -                            | 6 de desembre de 2020    |
| 9   | Rupturas                  | Lola Índigo i Belén Aguilera | 13 de desembre de 2020   |
| 10  | Complejos                 | Adriana Torrebejano          | 20 de desembre de 2020   |
| 11  | Especial campanadas       | Nacho i Susi                 | 27 de desembre de 2020   |
| 12  | Razones para odiar        | -                            | 3 de gener de 2020       |

### Tercera temporada
| Núm | Títol                                   | Convidada                  | Col·laboradora | Data d'emissió (YouTube) |
| --- | --------------------------------------- | -------------------------- | -------------- | ------------------------ |
| 1   | Meterse la mano en el pepe              | -                          | -              | 3 de maig de 2021        |
| 2   | Referentes                              | Ana Morgade                | -              | 21 de maig de 2021       |
| 3   | Locuras por amor                        | Susana Abaitua             | -              | 28 de febrer de 2021     |
| 4   | Cagarse de miedo                        | -                          | Lala Chus      | 7 de març de 2021        |
| 5   | El éxito                                | Paula Usero i Carol Rovira | -              | 14 de març de 2021       |
| 6   | Mear con la puerta abierta              | Amarna Miller              | -              | 21 de març de 2021       |
| 7   | Sentirse bien                           | -                          | Lala Chus      | 28 de març de 2021       |
| 8   | Salir de fiesta                         | Rigoberta Bandini          | -              | 11 d'abril de 2021       |
| 9   | Bragas en el pasillo                    | Mimi XXL                   | -              | 18 d'abril de 2021       |
| 10  | Monetizar las lágrimas                  | Elvira Sastre              | -              | 25 d'abril de 2021       |
| 11  | Todas somos Yoli de los serrano         | Sara Brasal                | -              | 2 de maig de 2021        |
| 12  | Ser una warra                           | Inés Hernand               | -              | 9 de maig de 2021        |
| 13  | Conciliación                            | Tania Llasera              | -              | 16 de maig de 2021       |
| 14  | Caviar de pepe                          | Gakian                     | -              | 23 de maig de 2021       |
| 15  | C4gar en la playa                       | Nagore Robles              | -              | 30 de maig de 2021       |
| 16  | Manchurrón en el pantalón               | -                          | Henar Álvarez  | 6 de juny de 2021        |
| 17  | La belleza es subjetiva para las guapas | Toni Acosta                | -              | 13 de juny de 2021       |
| 15  | Una noche de amor                       | Chelo García-Cortés        | Lala Chus      | 20 de maig de 2021       |

### Quarta temporada
| Núm | Títol                                       | Convidada                            | Col·laboradora  | Data d'emissió (YouTube) |
| --- | ------------------------------------------- | ------------------------------------ | --------------- | ------------------------ |
| 1   | El fútbol                                   | Virginia Torrecilla                  | Henar Álvarez   | 19 de setembre de 2021   |
| 2   | El periodismo ha muerto                     | Francine Gálvez                      | -               | 26 de setembre de 2021   |
| 3   | Consejos vendo                              | Alba Reche                           | Lala Chus       | 3 d'octubre de 2021      |
| 4   | Mujer tenías que ser                        | Patricia Espejo                      | -               | 10 d'octubre de 2021     |
| 5   | Mejor mojar que hacer burpees               | Llum Barrera                         | Patricia Espejo | 17 d'octubre de 2021     |
| 6   | Se puede ser rica y feminista               | Charo López                          | Henar Álvarez   | 24 d'octubre de 2021     |
| 7   | Gestionar el fracaso                        | Abril Zamora                         | -               | 31 d'octubre de 2021     |
| 8   | Pajarracas sospechosas                      | Rocío Vidal (La gata de Schrödinger) | Patricia Espejo | 7 de novembre de 2021    |
| 9   | Perder el tiempo                            | Nadia de Santiago                    | -               | 14 de novembre de 2021   |
| 10  | Ser vieja                                   | Manuela Carmena                      | -               | 21 de novembre de 2021   |
| 11  | Ser polémicas                               | Leticia Dolera                       | Henar Álvarez   | 28 de novembre de 2021   |
| 12  | La infancia                                 | Elvira Lindo                         | -               | 5 de desembre de 2021    |
| 13  | Intensas e informadas                       | Mónica Carrillo                      | Lala Chus       | 12 de desembre de 2021   |
| 14  | El arte                                     | La Húngara                           | Henar Álvarez   | 19 de desembre de 2021   |
| 15  | Es para reflexionar                         | -                                    | Lala Chus       | 23 de gener de 2022      |
| 16  | Elige tus batallas                          | Sara Sálamo                          | Patricia Espejo | 30 de gener de 2022      |
| 17  | Magnéticas y seductoras                     | Ana Milán                            | Henar Álvarez   | 6 de febrer de 2022      |
| 18  | Baúl de los recuerdos                       | Karina                               | Lala Chus       | 13 de febrer de 2022     |
| 19  | Hambre emocional                            | Mara Jiménez (Croquetamente)         | Patricia Espejo | 20 de febrer de 2022     |
| 20  | Vivir o morir                               | Sofía Cristo                         | Patricia Espejo | 27 de febrer de 2022     |
| 21  | Ser frikis                                  | Edurne                               | Lala Chus       | 6 de març de 2022        |
| 22  | Salto al potro y sentadillas                | Susana Rodríguez Gacio               | Lala Chus       | 13 de març de 2022       |
| 23  | Tocarse la pepa                             | Zahara                               | Henar Álvarez   | 20 de març de 2022       |
| 24  | Famosas por ser guapas                      | Ingrid García-Jonsson                | Henar Álvarez   | 27 de març de 2022       |
| 25  | Cotilla se nace                             | Amor Romeira                         | Lala Chus       | 3 de abril de 2022       |
| 26  | Miedo a cascar                              | Carmen Romero                        | Henar Álvarez   | 10 de abril de 2022      |
| 27  | Diosas y poderosas                          | Mónica Naranjo                       | Henar Álvarez   | 24 de abril de 2022      |
| 28  | Ver mundo y estereotipos infectos           | Quan Zhou                            | Patricia Espejo | 1 de maig de 2022        |
| 29  | Raíces y tradición                          | Tanxugueiras                         | Patricia Espejo | 8 de maig de 2022        |
| 30  | Ser ordinarias                              | Martita de Graná                     | Patricia Espejo | 15 de maig de 2022       |
| 31  | Señoras que pintan                          | Helena Sotoca                        | Henar Álvarez   | 22 de maig de 2022       |
| 32  | C4gándonos en todo                          | Lola Herrera                         | Patricia Espejo | 29 de maig de 2022       |
| 33  | Pareces más joven                           | Lucía Mbomío                         | Patricia Espejo | 5 de juny de 2022        |
| 34  | Quién no se ha dado un pipazo con una amiga | María Peláe                          | Lala Chus       | 12 de juny de 2022       |
| 35  | El drama nos inspira                        | Julieta Venegas                      | Patricia Espejo | 19 de juny de 2022       |
| 36  | Mujeres que mandan                          | Carlota Corredera                    | Henar Álvarez   | 26 de juny de 2022       |
| 37  | Muchos notables y algún cinco raspado       | -                                    | Lala Chus       | 3 de juliol de 2022      |

### Cinquena temporada
| Núm | Títol                           | Convidada                                                        | Col·laboradora  | Data d'emissió (YouTube) |
| --- | ------------------------------- | ---------------------------------------------------------------- | --------------- | ------------------------ |
| 1   | Con Nuestras Madres (obligadas) | Mª José, Gloria y Rufi (mares de Carolina, Victoria y Lala Chus) | Lala Chus       | 12 de març de 2023       |
| 2   | Nos vamos a reír de esto        | Mai Meneses                                                      | Patricia Espejo | 19 de març de 2023       |
| 3   | Ser de pueblo                   | Inma Cuesta                                                      | Raquel Hervás   | 26 de març de 2023       |
| 4   | Ser finolis                     | Belén Rueda                                                      | Patricia Espejo | 2 d'abril de 2023        |
| 5   | Los planetas son chulísimos     | Sara García                                                      | Lala Chus       | 16 d'abril de 2023       |
| 6   | Ser adultas                     | Mª Isabel Rodríguez (Masi)                                       | Henar Álvarez   | 23 d'abril de 2023       |
| 7   | Bárbara Rey contra el Mundo     | Bárbara Rey                                                      | Henar Álvarez   | 30 d'abril de 2023       |
| 8   | Ligar                           | Lali Espósito                                                    | Patricia Espejo | 7 de maig de 2023        |

## Summer Edition
Estirando el Chicle Summer Edition, es una edició especial del podcast, emès durant l'estiu cada dos setmanes. Es va anunciar la seva primera edició un cop finalitzada la tercera temporada del podcast. Aquesta edició especial es va gravar, amb el patrocini de Kaiku Caffè Latte, en l'hotel Aloft Madrid Gran Via, en comptes de en l'estudi com es habitual. La primera edició va constar de 5 programes, amb una convidada diferent en cada un, i amb les seccions de les col·laboradores del programa en aquell moment: la Henar Álvarez i la Lalachus. Durant el programa emès el 26 de juny de 2022, es va confirmar la segona edició del Summer Edition.

### Equip
- Carolina Iglesias: directora i presentadora.
- Victoria Martín: directora i presentadora.
- Henar Álvarez: col·laboradora.
- Lala Chus: col·laboradora.

### Episodis
| Temporada | Temporada      | Episodis | Episodis | Dates d’emissió      | Dates d’emissió       |
| Temporada | Temporada      | Episodis | Episodis | Primera emissió      | Última emissió        |
| --------- | -------------- | -------- | -------- | -------------------- | --------------------- |
|           | Primera Edició | 5        | 5        | 2 de juliol de 2021  | 27 de agost de 2021 - |
|           | Segona Edició  | 3        | 3        | 24 de juliol de 2022 | 28 de agost de 2022   |

### Primera Edició
| Núm | Títol              | Convidada                | Col·laboradora | Data d'emissió (YouTube) |
| --- | ------------------ | ------------------------ | -------------- | ------------------------ |
| 1   | Las tetas fuera    | Dulceida                 | -              | 4 de juliol de 2021      |
| 2   | Viajar por la foto | Judith Trial             | -              | 18 de juliol de 2021     |
| 3   | Peor es vendimiar  | Moderna de Pueblo        | Lala Chus      | 1 d'agost de 2021        |
| 4   | A pedradas         | Nerea Pérez de las Heras | -              | 15 d'agost de 2021       |
| 5   | Verbenas           | Andrea Compton           | Henar Álvarez  | 29 d'agost de 2021       |

### Segona Edició
| Núm | Títol       | Convidada                                               | Col·laboradora | Data d'emissió (YouTube) |
| --- | ----------- | ------------------------------------------------------- | -------------- | ------------------------ |
| 1   | Supersapas  | Lala Chus y Andrea Compton                              | -              | 17 de juliol de 2022     |
| 2   | Ser bocazas | Henar Álvarez y Raquel Córcoles                         | -              | 31 de juliol de 2022     |
| 4   | Campamentos | Charlie Pee, Lala Chus, Henar Álvarez y Patricia Espejo | -              | 28 de agost de 2022      |

## Reconeixements
A l'octubre de 2021, el podcast Estirando el chicle de Victoria Martín i Carolina Iglesias emès a Podium Podcast va rebre el Premi Ondas al Millor podcast o programa d'emissió digital. Aquest reconeixement va ser concedit ex aequo al podcast Deforme semanal ideal total de Radio Primavera Sound dirigit, produït i conduït per Lucía Lijtmaer i Isa Calderón.